# Tisvilde
Tisvilde, egentligen Tirsvæld, är ett danskt tidigare fiskeläge vid Kattegatt.
Tisvilde hör till Tibirke socken på norra Själland. Sedan 2007 tillhör orten Gribskovs kommun. Norra delen av samhället kallas Tisvildeleje. Tisvilde är sedan slutet av 1800-talet en omtyckt badort. Orten fick ett stort badhotell 1895 och många sommarbostäder byggdes under 1900-talets första hälft. Tisvilde Hegn är en närbelägen skog, som anlades på 1700-talet för att hämma den forna flygsanden, vilken hade översvämmat mer än hälften av socknen. Inte långt från Tisvilde ligger Helenes kilde, vilken som förment hälsokälla förr besökts midsommarafton och lämnat motiv till tavlor av danska målare, samt ruinerna av Asserbo.
Tisvildeleje är ändstation för järnvägen Gribskovbanen från Hillerød. I samhället finns även hållplatsen Godhavn.